# Matilde Muñoz Sampedro
Matilde Muñoz Sampedro (* 2. März 1900 in Madrid; † 14. April 1969 ebenda) war eine spanische Schauspielerin. Sie begann ihre Karriere am Theater, ab Mitte der 1950er war sie auch als Filmdarstellerin erfolgreich und arbeitete mit bekannten spanischen Regisseuren wie León Klimovsky, Ricardo Blasco oder Agustín Navarro. Im 21. Jahrhundert bleibt sie vor allem als Vorfahrin der Schauspieler Miguel, Carlos, Mónica und Javier Bardem in Erinnerung.

## Leben
Matilde Muñoz Sampedro stammt aus einer Familie von Künstlern. Ihre Schwestern Mercedes Muñoz Sampedro und Guadalupe Muñoz Sampedro waren Schauspielerinnen. 1918 heiratete Matilde Muñoz Sampedro ihren Kollegen Rafael Bardem, mit dem sie auch gemeinsam vor der Kamera stand.
Matilde und Rafael Bardem sind die Vorfahren mehrerer bekannter spanischer Filmschaffender.
1922 wurde ihr erstes Kind, Sohn Juan Antonio Bardem († 2002) geboren, der später als Regisseur tätig war. 1939 folgte die Tochter Pilar Bardem, die wie ihre Mutter Schauspielerin wurde. Die Enkelkinder Miguel, Carlos, Mónica und Javier sind ebenfalls im Filmgeschäft tätig.

## Karriere
Matilde Muñoz Sampedro begann wie ihre beiden Schwestern Mercedes Muñoz Sampedro und Guadalupe Muñoz Sampedro ihre Schauspielkarriere als Bühnendarstellerin. Bereits im Alter von acht Jahren übernahm sie Theaterrollen.
Ihr Filmdebüt gab sie Anfang der 1950er Jahre im Alter von 52 Jahren. In dem Film Sor intrépida von Rafael Gil spielte sie eine kleine Rolle neben José Nieto und Francisco Rabal. Ab Mitte der 1950er Jahre drehte sie zahlreiche spanischsprachige Filme und war auch in einigen europäischen Co-Produktionen vertreten. 1955 stand Matilde Muñoz Sampedro mit ihrem Ehemann Rafael Bardem sowie Ángel Aranda und Antonio Ozores in Arturo Ruiz Castillos Komödie El guardián del paraíso vor der Kamera. Im selben Jahr gab ihr Sohn Juan Antonio Bardem mit dem Film Der Tod eines Radfahrers sein Regiedebüt. Auch hier übernahm die Schauspielerin eine Nebenrolle. Das Erstlingswerk wurde bei den Internationalen Filmfestspielen von Cannes mit dem FIPRESCI-Preis ausgezeichnet.
Unter der Regie von León Klimovsky war Matilde Muñoz Sampedro neben Carmen Sevilla und Francisco Rabal in der französisch-spanischen Produktion Die Liebesmühle zu sehen.
1956 stand die Schauspielerin erneut für ihren Sohn vor der Kamera. In Hauptstraße agierte sie neben Betsy Blair, José Suárez und Luis Peña. Für den Regisseur Agustín Navarro übernahm Matilde Muñoz Sampedro 1960 eine Rolle an der Seite von Antonio Ozores in El cerro de los locos.
Die Schauspielerin war auch außerhalb ihres Heimatlandes als Darstellerin gefragt. In der deutsch-spanischen Gemeinschaftsproduktion Die Liebe ist ein seltsames Spiel agierte Muñoz Sampedro 1961 zusammen mit ihren deutschen Kollegen Marianne Hold und Horst Frank. 1964 war sie in einer französischen Produktion unter der Regie von François Villiers zu sehen. In dessen Film Der Mord, der zweimal geschah spielt Matilde Muñoz Sampedro an der Seite von Michèle Morgan, Dany Saval und Simón Andreu. 1967 stand die Schauspielerin für den US-amerikanischen Film Das Geheimnis der Todesinsel zusammen mit Cameron Mitchell, George Martin und Rolf von Nauckhoff vor der Kamera.
Matilde Muñoz Sampedro starb 1969 kurz nach ihrem 69. Geburtstag. In ihrem letzten Film El último día de la guerra übernahm sie noch einmal eine Rolle unter der Regie ihres Sohnes Juan Antonio. Der Film wurde erst 1970 nach dem Tod der Schauspielerin veröffentlicht.

## Filmografie (Auswahl)
- 1952: Sor intrépida
- 1954: Der Tod eines Radfahrers (Muerte de un ciclista)
- 1955: El guardián del paraíso
- 1955: Die Liebesmühle (La pícara molinera)
- 1956: El fenómeno
- 1956: Hauptstraße (Calle Mayor)
- 1958: La Muchacha de la plaza de San Pedro
- 1960: El cerro de los locos
- 1960: Amor bajo cero
- 1961: Die Liebe ist ein seltsames Spiel (Cariño mío)
- 1963: Eine Frau ging vorbei (Nunca pasa nada)
- 1964: Der Mord, der zweimal geschah (Constance aux enfers)
- 1967: Das Geheimnis der Todesinsel
- 1969: Del amor y otras soledades
- 1969: Esa mujer
- 1969: Un adulterio decente
- 1970: El último día de la guerra